# Danh sách cây di sản ở Việt Nam
Dưới đây là danh sách các cây di sản ở Việt Nam xếp theo thể loại và tuổi. Danh hiệu Cây Di sản Việt Nam được Hội Bảo vệ Thiên nhiên và Môi trường Việt Nam thực hiện từ ngày 18 tháng 3 năm 2010. Sau 6 năm, 2.225 cây thuộc 80 loài đã được công nhận Cây Di sản Việt Nam.

## Kỷ lục
- Cây lâu năm nhất: Cây Táu Việt Trì, 2.200 tuổi theo phả hệ, Cây Pơ mu Tây Giang Quảng Nam 1.500 tuổi theo phương pháp đếm vòng sinh trưởng
- Cây cao nhất, thân đơn to nhất: Cây Sa mu VQG Pù Mát cao 73 mét, đường kính 5,5 mét
- Cây rễ phụ có chu vi lớn nhất: Cây Đa Đền Thượng Lào Cai 45 mét
- Cây nằm ở độ cao nhất: Cây Đỗ Quyên cành thô VQG Hoàng Liên, 2.700 mét[1]

## Cây bạch mai

### Cây bạch mai đình Phú Tự
Cây bạch mai ở sân đình Phú Tự, xã Phú Hưng, Thành phố Bến Tre, tỉnh Bến Tre được hơn 300 tuổi. Cây còn được mệnh danh là "Thần mai","Danh mộc Bạch mai". Tương truyền, từ thời vua Minh Mạng, khi dân địa phương chọn đất xây dựng đình Phú Tự đã thấy cây bạch mai mọc xanh tốt. Hiện tại, thân cây mẹ không còn mà có rất nhiều nhánh nhỏ vươn ra, tán xòe rộng trên 200m2, vươn cao 14m, cây vẫn xanh tốt, mọc thành cụm dày với khoảng 50 thân lớn nhỏ, cao 5-6m, trong đó có 16 thân lớn, đường kính từ 20–30 cm. Hiện bên cạnh gốc mai còn có bài thơ đề trên tấm bia có tên "Bạch mai bi ký" của tác giả Trần Hoàng Huấn, song không thấy đề năm sáng tác. Chính dưới cội mai này, ngày xưa cụ Phan Thanh Giản từng đến ngồi đọc sách. Tài liệu này hiện vẫn còn lưu trong thư viện Bến Tre.. Đây là là cây bạch mai cổ thụ hiếm hoi còn sót lại ở Nam Bộ, gắn với lịch sử khai mở đất phương Nam của cha ông ta vào giữa thế kỷ 18.

## Cây bông ổi

### Cây bông ổi Fansipan
Quần thể chín cây Trâm Ổi (bông ổi), phân bố ở độ cao 2.145m, có diện tích khoảng 10.000m2, trên cung đường từ Sín Chải lên đỉnh Fansipan, có độ tuổi trung bình khoảng 384 năm.

## Cây bồ đề

### Cây bồ đề Yang Lành
Cây bồ đề (Ficus religiosa L.) ở buôn Yang Lành Đắk Lắk được 132 năm tuổi. Cây có 9 thân, chiều cao gần 29m; đường kính 2,7m; tán tỏa bóng mát gần 30m2. 
Theo một số bô lão làng buôn Yang Lành, cây bồ đề 132 năm tuổi này do một nhà sư từ Pắc Xế, Lào, mang đến trồng tại buôn Yang Lành. Trước đó, trong tháng 3/2014, Tổ chức kỷ lục châu Á, Hội kỷ lục gia Việt Nam đã trao bằng xác lập kỷ lục cho cây bồ đề 132 năm tuổi này là cây được trồng lâu năm nhất trên vùng đất Tây Nguyên.

## Cây chò chỉ

### Quần thể Chò chỉ Tắn Khâu
Quần thể cây Chò chỉ ở thôn Tắn Khâu, thuộc xã Phú Nam (một xã miền núi), huyện Bắc Mê, tỉnh Hà Giang gồm 9 cây có đường kính gốc từ 1m đến trên 2m; chiều cao của mỗi cây trung bình trên 40m; tuổi của cây to nhất được xác định từ 500 đến 600 năm tuổi. Loại cây này hiện thời trong sách Đỏ bị xếp loại có nguy cơ tuyệt chủng.

## Cây dầu rái
Cây dầu rái (300 năm, chu vi thân: 8,7 m) ở Miếu Trịnh Phong, thôn Phú Nam, xã Diên An, huyện Diên Khánh, tỉnh Khánh Hòa.
Cây dầu rái (khoảng 150 tuổi, cao 40m, chu vi thân cây cách mặt đất 1,3m là 4,5m, đường kính 2,25m) ở đình Phú Nhuận, ấp Đông Phú 1, xã Vĩnh Thành, huyện Châu Thành, tỉnh An Giang.

## Cây duối

### Rặng duối cổ đền Ngô Quyền
Rặng duối cổ gồm 18 cây tại khu vực Đền-Lăng Ngô Quyền ở thôn Cam Lâm, xã Đường Lâm, thị xã Sơn Tây, Hà Nội vừa được công nhận là cây di sản. Rặng duối này có từ cách đây khoảng 1.000 năm, là nơi Ngô Quyền buộc, giữ ngựa chiến để rồi tiến về cửa Nam Triệu, sông Bạch Đằng đánh tan quân đội hùng mạnh của phương Bắc, chấm dứt 1.000 năm Bắc thuộc. Rặng duối cổ chỉ cách đền-lăng vua Ngô Quyền khoảng 100m tính theo đường chim bay.

## Cây đa

### Cây Đa Tía Đền Nội Bình Đà
Cây Đa Tía Đền Nội Bình Đà,thuộc làng Bình Đà, xã Bình Minh, huyện Thanh Oai, TP Hà Nội. Nó có tên khoa học là Ficus altissima

### Cây đa Sơn Trà
Cây đa (Ficus bengalensis) ở tiểu khu 63, tuyến đường du lịch Bãi Bắc, Ghềnh Đá, Mũi Nghê thuộc quận Sơn Trà, Đà Nẵng, khoảng 800 tuổi, có chiều cao 22 m, chu vi thân chính và cụm thân phụ lên đến 85 m.

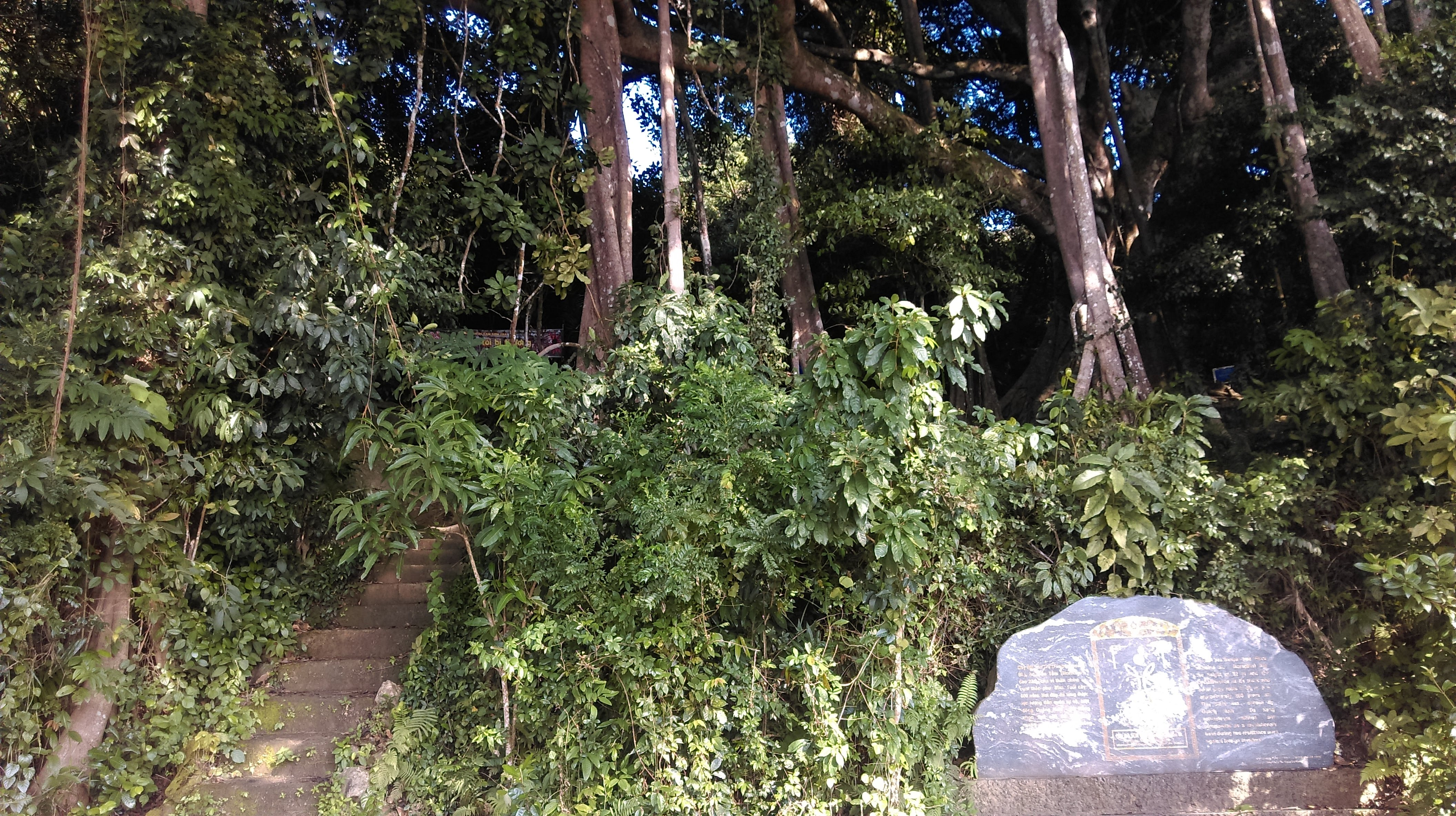
Cây đa Sơn Trà

### Cây Đa Tía đền Kỳ Sầm
Cây Đa Tía đền Kỳ Sầm, thuộc xóm Bản Ngần, xã Vĩnh Quang, huyện Hòa An, cách trung tâm thị xã Cao Bằng theo hướng Pắc Bó khoảng 5 km. Nó có tên khoa học là Ficus altissima (tiếng địa phương "Co mạy lùng"), được khoảng 800 - 900 năm tuổi, chu vi 6,6 m, đường kính 2,82 m, cao 30 m.

### Cây đa sộp đình làng Lâm Sơn
Cây Đa sộp (Ficus superba Miq.) trên 300 năm tuổi tại đình làng Lâm Sơn, thôn Phước Lâm, xã Hành Nhân, huyện Nghĩa Hành, tỉnh Quảng Ngãi là cây đa sộp đầu tiên của nước ta được Hội Bảo vệ Tài nguyên và Môi trường Việt Nam (VACNE) công nhận Cây Di sản Việt Nam vào ngày 15/4/2014. Cây cao 25 mét, tán rộng 100 mét, có chu vi gốc 20 mét, đường kính thân 6,8 mét.

### Cây đa Mười Ba Gốc
Cây đa 13 gốc này nằm tại phường Đằng Giang, quận Ngô Quyền, Hải Phòng.

### Quần thể cây đa Đồng Văn
Quần thể cây đa Đồng Văn là quần thể, ở thôn Thiên Hương, thị trấn Đồng Văn, huyện Đồng Văn tỉnh Hà Giang, gồm hơn chục cây đa cổ thụ, trong đó 4 cây to nhất có tuổi đời từ 515 năm đến 570 năm. Từ xa xưa, cộng đồng các dân tộc Tày, Mông, Giấy ở thôn Thiên Hương đã coi quần thể đa cổ thụ này là những vị thần linh thiêng che chở cho cuộc sống của dân làng. Người dân lập một ngôi miếu nhỏ bên dưới các gốc đa để thờ thần rừng và đề ra những luật tục nghiêm ngặt để chăm sóc, bảo vệ rừng.

## Cây đại
Cây đại hơn 350 năm ở thôn Hạ Quất, xã Hợp tiến, huyện Mỹ Đức, ngoại thành Hà Nội.

## Cây đỗ quyên

### Quần thể đỗ quyên Vườn quốc gia Hoàng Liên
Quần thể cây đỗ quyên cành thô, với 56 cá thể, cây cao từ 11-15 mét, khoảng 250 tuổi, diện tích khoảng 1.000 mét vuông, trên độ cao 2.700 mét so với mực nước biển trong Vườn quốc gia Hoàng Liên (Sa Pa). Tại đây, còn có tới 36 loài hoa đỗ quyên mọc tự nhiên, trong đó hầu hết đều cho hoa rất đẹp với các màu đỏ, hồng, vàng, trắng, tím...

## Giáng hương
Giáng hương (400 năm, chu vi thân gần 5 mét) ở Miếu Bà, thôn 4, ấp Bạch Qua, xã Diên Phú, huyện Diên Khánh, tỉnh Khánh Hòa.

## Cây gạo

### Cây gạo Phú Yên
Cây gạo ở thôn 8, xã Phú Yên huyện Thọ Xuân (Thanh Hóa) mọc phía tả sông Chu, gần quần thể di tích đền thờ Diệu Linh công chúa và chùa Thiên Phúc. Cây gạo này cao 50m, chu vi tán rễ 25m, có tuổi đời 500 năm.

### Cây gạo đền Kỳ Sầm
Cây gạo đền Kỳ Sầm, thuộc xóm Bản Ngần, xã Vĩnh Quang, huyện Hòa An, cách trung tâm thị xã Cao Bằng theo hướng Pắc Bó khoảng 5 km. Nó có tên khoa học là Bombax ceiba L (tiếng địa phương "Mạy nghịu"), trên 200 năm tuổi, chu vi 3,25 m, đường kính 1,38 m, cao 35 m.

## Cây gừa

### Giàn Gừa Nhơn Khánh
Giàn Gừa ở ấp Nhơn Khánh, xã Nhơn Nghĩa, huyện Phong Điền, thành phố Cần Thơ là một cây gừa (Ficus microcarpa), thuộc họ Dâu tằm (Moraceae), có tuổi đời hơn 150 năm, phát triển rất nhiều chi, cành, đan xen với nhau tạo thành giàn lớn nên người dân trong vùng quen gọi "Giàn Gừa". Hiện cây gừa này có diện tích tán hơn 2.700 m², chiều cao trung bình khoảng 12 m.

## Cây hồng quang

### Quần thể Hồng quang Vườn quốc gia Hoàng Liên
Quần thể bảy cây Hồng quang tiêu biểu, đại diện cho quần thể gồm 16 cá thể, phân bố ở độ cao từ 1.200m - 2.700m, trên đường từ Trạm Tôn lên đỉnh Fansipan, có độ tuổi trung bình khoảng 199 năm. Đây là loại cây đặc hữu của Vườn quốc gia Hoàng Liên, được xếp ở mức sắp nguy cấp trong Sách đỏ Việt Nam.

## Cây kén

### Cây kén Cù Lao Chàm
Cây kén có tên khoa học Casearia grewiaefolia Vent. Var. deglabrata Koord & Val – chừng 200 năm tuổi, nằm tại Miếu thờ Ông tổ nghề Yến, thôn Bãi Hương, đảo Hòn Lao, Cù Lao Chàm.

## Cây kơ nia

### 4 cây kơ nia trường tiểu học Bắc Sơn
Trong 4 cây kơ nia cổ thụ hàng trăm năm tuổi trong khuôn viên Trường Tiểu học Bắc Sơn, xã Sơn Lộc, huyện Can Lộc (Hà Tĩnh) được công nhận cụm cây di sản Việt Nam, 2 cây có đường kính thân khoảng 1,75m, chiều cao mỗi cây trên dưới 30m, tán rộng 300 - 500 m2. 2 cây nhỏ hơn thân có đường kính 0,75m. Ở Hà Tĩnh còn được gọi là cây Lậy Cầy.

## Cây lim xanh
Quần thể lim xanh ở Đền Và (thị xã Sơn Tây - Hà Nội).
Cây Lim xanh nghìn năm tuổi ở Yên Thế được công nhận là Cây di sản Việt Nam, Ngày 14/2, tại xã Xuân Lương, UBND huyện Yên Thế (Bắc Giang) tổ chức Lễ đón Bằng công nhận cây Lim xanh nghìn năm tuổi là Cây di sản Việt Nam. Cây có dáng trực thẳng, cao hơn 45m, đứng sừng sững trên ngọn đồi cao, rễ ăn sâu vào lòng đất, gốc to sáu đến bảy người ôm, rễ chính nổi lên như mai rùa. Ở dưới gốc cây Lim còn có miếu thờ. Cây Lim nghìn năm tuổi này nằm cạnh đường, chỉ cần leo khoảng 20 bậc đá là lên đến nơi, dưới tán cây rất mát mẻ, chúng ta có thể ôm cây chụp hình, tạo dáng dưới thân cây to khủng này.

## Cây long não

### Cây dã hương Tiên Lục ngàn tuổi
Cây dã hương nằm bên cạnh đình Viễn Sơn tại xã Tiên Lục, huyện Lạng Giang, tỉnh Bắc Giang được Trung tâm Nghiên cứu và Phát triển đa dạng sinh học 2001 đánh giá khoảng trên 700 tuổi. Thân cây chỗ to nhất 12,5m chỗ nhỏ nhất 8,3m; chiều cao của cây là 36m, lớp vỏ cây dày trung bình 15 cm. Cây đã được Vua Lê Cảnh Hưng (1740-1786) phong là "Quốc chúa đô mộc Dã Đại vương" (cây Dã Hương lớn nhất nước).

### Cây dã hương tại miếu Nhà Bà
cây dã hương (còn có tên là long não) tại miếu Nhà Bà, thôn Dương Phạm, xã Yên Nhân, huyện Ý Yên, tỉnh Nam Định được xác định có tuổi đời 598 năm. Vòng tròn gốc của cây đo được là 11m, chiều cao khoảng 28m.

### Hai cây long não biệt điện Bảo Đại
Hai cây long não (Cinnamomum camphora) tại biệt điện Bảo Đại thành phố Buôn Ma Thuột, tỉnh Đắk Lắk, được trồng từ những năm 1930, thân cây có đường kính 2,5m, cao gần 30m. Cây thẳng đứng, có nhiều cành to, dài, tán lá rộng hàng ngàn mét vuông, được trồng đối xứng với cổng ra vào của Biệt điện Bảo Đại.

## Cây lộc vừng

### Quần thể lộc vừng đền Gò Thờ
Quần thể lộc vừng tại đền Gò Thờ, xã Chương Xá thuộc huyện Cẩm Khê, tỉnh Phú Thọgồm 84 cây nằm gọn trên một quả gò chỉ rộng chừng 500m2 trên đầm Láng Chương. Trông xa như một chậu cây cảnh toàn lộc vừng khổng lồ. Tại đây còn có một ngôi miếu cổ được xây dựng từ năm 1011, tương truyền thờ Ngọc Hoa công chúa con gái Vua Hùng thứ 18.

## Cây mã tiền
Cây mã tiền (hơn 350 năm; chu vi thân: 3,7 mét) trong khuôn viên Am Chúa, thôn Đại Điền Trung, xã Diên Điền, huyện Diên Khánh, tỉnh Khánh Hòa.

## Cây me

### Cây me Bảo tàng Quang Trung
Đây là cây me do cụ Hồ Phi Phúc, thân sinh ba anh em nhà Tây Sơn (Nguyễn Nhạc, Nguyễn Huệ, Nguyễn Lữ) trồng trong vườn nhà, bây giờ là khuôn viên Bảo tàng Quang Trung (thị trấn Phú Phong, huyện Tây Sơn, tỉnh Bình Định). Cây Me cổ thụ có tuổi đời hơn 200 năm, cao 24m, đường kính thân cây 1,2m, tán rộng che phủ 600m². Cây Me cùng với giếng nước gần đó là 2 vật thể còn sót lại trong ngôi nhà của 3 anh em nhà Tây Sơn sau khi bị quân của chúa Nguyễn Ánh tàn phá. Để tưởng nhớ Tây Sơn Tam kiệt và qua mắt quân của chúa Nguyễn Ánh, người dân trong vùng đã dựng lên một đền thờ cạnh Cây Me và giếng nước, bề ngoài thờ Thành Hoàng làng nhưng thực chất bên trong thờ 3 anh em Nguyễn Nhạc, Nguyễn Huệ, Nguyễn Lữ.

## Cây mun
Cây mun (500 năm, chu vi thân hơn 3 mét) ở Tháp Bà – Po Nagar, phường Vĩnh Phước, thành phố Nha Trang.

## Cây muỗm

### 9 cây Muỗm đền Voi Phục
Những cây muỗm có tuổi khoảng 700 năm. Cả chín cây đều được trồng cùng với việc xây dựng ngôi đền Voi Phục từ thời nhà Lý, tại phường Thụy Chương – phủ Dâm Đàm (phường Thụy Khuê - quận Tây Hồ ngày nay) để thờ Linh Lang Đại Vương. Cây nhỏ nhất có chu vi thân (đo ở chiều cao ngang ngực) là 2,92 m, cao 17 m; cây to nhất có chu vi thân 5,2 m, cao 29 m. Tuy nhiên hiện thời (2014) chỉ còn một cây sống sót.

### 3 cây Muỗm Đền Nội Bình Đà
Trong khuôn viên Đền Nội Bình Đà (thuộc làng Bình Đà, xã Bình Minh, huyện Thanh Oai, Hà Nội) có 9 cây muỗm cổ thụ khoảng 300 năm. Tuy nhiên đến năm 2015 do biến đổi thời tiết, ô nhiễm môi trường chỉ còn 3 cây sống sót và được công nhận là Cây di sản Việt Nam. Đến năm 2018 chỉ còn 1 cây sống sót.

## Cây nánh

### Cây nánh Cù Lao Chàm
Cây nánh tại Miếu thờ Ông tổ nghề Yến, thôn Bãi Hương, đảo Hòn Lao, Cù Lao Chàm khoảng 200 năm tuổi.

## Cây nghiến

### Cây gỗ nghiến Cốc Sâm
Cây nghiến thuộc quần thể 231 cây gỗ nghiến, gỗ trai tại thôn Cốc Sâm, xã Cốc Ly, huyện Bắc Hà, tỉnh Lào Cai có chu vi thân là 9,6m, đường kính 3,1m và chiều cao khoảng 45m, là cây gỗ nghiến lớn nhất Việt Nam. Bằng phương pháp khoan tăng trưởng, đồng thời sử dụng phương pháp đối chứng thực tế đã xác định tuổi của cây khoảng 1.000 năm. Do số cây bị giảm đi nhiều, cây nghiến bị sách Đỏ liệt vào loại "Sắp nguy cấp".

## Cây ngô đồng

### Cây ngô đồng Cù Lào Chàm
3 cây ngô đồng tại thôn Bãi Làng, đảo Hòn Lao, xã đảo Tân Hiệp – Cù Lao Chàm (TP Hội An, tỉnh Quảng Nam) được gắn biển di sản có tuổi đời từ 155 đến 250 năm.
Cây ngô đồng (có tên khoa học Firmiana colorata R. Br.) màu đỏ da cam, được xem như là một biểu tượng của Cù Lào Chàm. Các nhà khoa học đề nghị gọi tên cây Ngô Đồng ở Cù Lao Chàm là "Ngô Đồng đỏ" để phân biệt với loài cây Ngô Đồng cũng có tại Huế (hoa ở Huế có màu vàng nhạt hay tím hồng).

## Cây pơ mu

### "Vương quốc pơ mu"
"Vương quốc pơ mu" là tên gọi cho quần thể 725 cây pơ mu (Fokienia hodginsii) nằm trong một khu rừng pơ mu trải dài trên diện tích 250 ha thuộc khu vực xã Axan và Tr'hy cách huyện lỵ Tây Giang (Quảng Nam) khoảng 40 km về phía tây. Toàn bộ khu rừng có số lượng lên đến trên 1.000 cây nằm ở độ cao trên 1.500 m so với mực nước biển, quần thể phân bố trên diện tích 240ha gồm các khoảnh 4,5,6 thuộc tiểu khu 94; khoảnh 7 tiểu khu 97 và khoảnh 5 thuộc tiểu khu 101. Tổng số cây pơmu đo đếm được là 1.366 cây, trong đó số cây có đường kính thân ở vị trí 1,3m từ 10 cm trở lên là 1.243 cây, số cây có đường kính dưới 10 cm (cây tái sinh) là 123 cây. Cây lớn nhất có chu vi thân 7,52m .Trong số này, có nhiều cây đường kính thân trên 2 m và hàng trăm cây khác có đường kính từ 1 m trở lên. Cây pơ mu lớn nhất khu rừng có đường kính thân lên tới 2,5 m, cao 22 m, khối lượng gỗ hơn 48 m³.
Nhằm bảo tồn tốt hơn nữa vườn pơmu quý này, chính quyền và nhân dân địa phương đã lập hồ sơ đề nghị Hội Bảo vệ Thiên nhiên và môi trường Việt Nam xét duyệt công nhận Cây Di sản với số lượng cây đăng ký là 725 cây. Ngày 10 tháng 5 năm 2016, tại Quảng trường trung tâm huyện Tây Giang, lãnh đạo tỉnh Quảng Nam và huyện Tây Giang đã tổ chức lễ đón nhận bằng công nhận quần thể 725 cây pơmu là Cây Di sản Việt Nam do Hội Bảo vệ Thiên nhiên và môi trường Việt Nam trao tặng.

## Cây sa mu dầu

### Cây Sa mu dầu Vườn quốc gia Pù Mát
Cây sa mu dầu hơn 2.000 năm tuổi này cao khoảng 70m, đường kính thân hơn 5,5m ở thượng nguồn Khe Bu thuộc Vườn quốc gia Pù Mát, xã Châu Khê, huyện Con Cuông, tỉnh Nghệ An.

## Cây sanh

### Cây sanh Giai Xuân
Cây sanh nằm bên bờ suối ở khu rừng tại xã Giai Xuân huyện Tân Kỳ (Nghệ An) được nghìn năm tuổi, cao 27 m, tán rộng 35 m. Có gốc và thân ôm trọn 2 khối đá hoa cương có hình thù tượng trưng cho sự tích bánh chưng, bánh dày, nó được xem là cây sanh đẹp và độc đáo nhất Việt Nam.

### Cây sanh thôn Văn Minh
Cây sanh trăm tuổi ở thôn Văn Minh, xã Văn Thủy, huyện Lệ Thủy (Quảng Bình) bao quanh Ngôi miếu cổ đã được UBND tỉnh Quảng Bình công nhận là Di tích lịch sử vào ngày 30/6/2005.

## Cây sao đen
Cây Sao đen (800 năm, chu vi thân: 8,6 m) ở thôn Trung Dõng, xã Vạn Bình, huyện Vạn Ninh.

## Cây sau sau

### Cây sau sau miếu làng Đán
Cây sau sau (Liquidambar formosana) hơn 400 năm, ở miếu làng Đán, xã Quyết Tiến, huyện Quản Bạ, tỉnh Hà Giang có đường kính thân hơn 1 mét.

## Cây sấu

### Cây sấu rừng Trần Hưng Đạo
Cây sấu cổ thụ, tại Khu di tích Quốc gia đặc biệt rừng Trần Hưng Đạo, xã Tam Kim, huyện Nguyên Bình, tỉnh Cao Bằng, nằm cách Nhà bia Khu trung tâm của Di tích rừng Trần Hưng Đạo khoảng 150m, có chu vi 6,2m, đường kính 1,97m, cao 40m, tuổi đời khoảng 300 năm tuổi.

## Cây sui

### Cây sui Diên Tràng
Cây sui Diên Tràng trăm tuổi (xã Thanh Phong, Thanh Chương, Nghệ An) nằm cạnh nhà thờ họ Nguyễn Duy cao khoảng 35m, đường kính gốc cây chừng 2m.

### Cây sui Văn Khúc
Cây sui trong khuôn viên của Trường THCS xã Văn Khúc, huyện Cẩm Khê, tỉnh Phú Thọ, theo ngọc phả cây được trồng vào khoảng năm 1892 (năm xây dựng ngôi đền thờ tại xã Văn Khúc). Cây xanh tốt quanh năm, chỉ rụng lá vào mùa đông, song thời gian rụng lá chỉ trong khoảng 1 tuần, sau khi trút sạch lá, lộc non nẩy rất nhanh chỉ vài ngày lá cây sẽ phủ kín. Cây có chiều cao khoảng 25m, tán lá rải rộng đường kính tới 30m, chu vi gốc cây đo được 7,8m.

## Cây táu

### Cây táu đền Thiên Cổ
Cây táu trước đền Thiên Cổ (ở thôn Hương Lan, xã Trưng Vương, thành phố Việt Trì, tỉnh Phú Thọ) khoảng 2100 tuổi là cây di sản già nhất Việt Nam, hiện đang chết dần (2015).

## Cây thị

### 2 Cây thị Xuân Giai
Hai cây thị đã trên 600 năm tuổi (tương truyền có từ thời Trần-Hồ) nằm ở vị trí trung tâm làng Xuân Giai, xã Vĩnh Tiến, huyện Vĩnh Lộc - một làng cổ gắn liền với quá trình hình thành, hưng vong của vương triều Hồ và Thành Nhà Hồ trong lịch sử dân tộc, cách Hào thành phía Nam của Thành Nhà Hồ 30m. Các tán lá của hai cây thị rất rộng, che mát cả một vùng rộng lớn với chu vi trên 10m, chiều cao trên 20m.

### Cây thị nhà thờ họ phái Thân Văn
Cây thị tại nhà thờ họ phái Thân Văn, làng Dương Xuân Hạ, phường Thủy Xuân (TP Huế) cao 25m; thân cây tại tọa độ cao cách mặt đất 1,3m có chu vi 4,2m, đường kính 1,4m, với tuổi đời 312 năm là cây di sản đầu tiên được vinh danh tại Thừa Thiên - Huế. Cây Thị này do ông Thân Văn Thẩm (1671-1758) - Thủy tổ phái Thân Văn đem hạt giống từ quê nhà về trồng tại làng Dương Xuân Hạ năm 1698 để làm mốc địa giới cho con cháu.

## Cây thiết sam

### Quần thể Thiết sam Fansipan
Quần thể bốn cây Thiết sam Fansipan tiêu biểu, đại diện cho một số lượng cá thể rất ít, tồn tại trong một khu phân bố duy nhất, rải rác từ độ cao 2.600m - 2.900m, có độ tuổi trung bình khoảng 230 năm. Thiết Sam Fansipan là loài đặc hữu, được Sách đỏ Việt Nam xếp hạng sắp nguy cấp.

## Cây trà

### Quần thể cây chè Shan tuyết Suối Giàng
Quần thể 400 cây chè Shan tuyết cổ thụ xã Suối Giàng huyện Văn Chấn, tỉnh Yên Bái mọc tự nhiên trên dãy Hoàng Liên Sơn, ở độ cao từ 1.300 -1.800 m so với mặt nước biển, quanh năm được bao bọc bởi mây mù, tuổi đời từ 100 đến 300 năm.

## Cây trôi

### Cây trôi ở Bình Đà

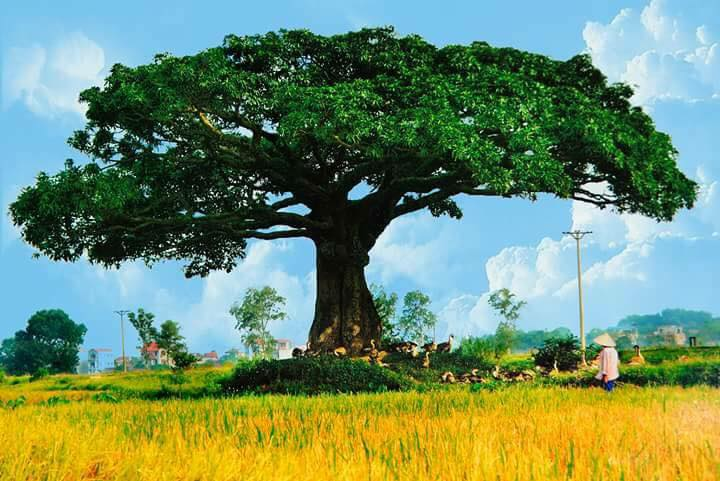
Cây Trôi nghìn năm tuổi ở Bình Đà, xã Bình Minh, huyện Thanh Oai, TP Hà Nội

Theo các cụ cao niên làng Bình Đà, xã Bình Minh, huyện Thanh Oai, Trước đây, làng có ba cây trôi cổ thụ. Trong đó có một cây ở phía sau đền Nội, bị người dân ngả xuống, cắt xẻ ra để làm bàn, làm ghế; xây dựng trường lớp cho học sinh. Gần đây, cây trôi cổ thụ thứ hai mọc ở trong làng bị chết. Nguyên nhân là do cây nằm gần nguồn nước ô nhiễm do chất thải hóa học độc hại mà người dân thải hàng ngày; kết hợp với việc những gia đình gần đó, trong quá trình làm nhà chặt rễ cây, không để rễ cây mọc vào trong nhà, nên cây chết. Đến nay trong làng chỉ còn duy nhất một cây trôi có dáng rất đẹp, vẫn xanh tốt, đứng sừng sững, hiên ngang giữa cánh đồng, gần khu vực nghĩa trang, thuộc địa phận thôn Chua. Tương truyền do Xứ quân Đỗ Cảnh Thạc và ba anh em cho dân trồng làm mốc ranh giới giữa làng Bảo Đà và làng Thanh Quả (tức là Bình Đà và Sinh Liên, Sinh Quả hiện nay) Đây là cây Trôi sống lâu năm, ước tính phải trên 1000 năm tuổi, tán xòe rộng, đường kính khoảng 15m. Chu vi gốc cây khoảng 8m và phải 6 người ôm mới hết.

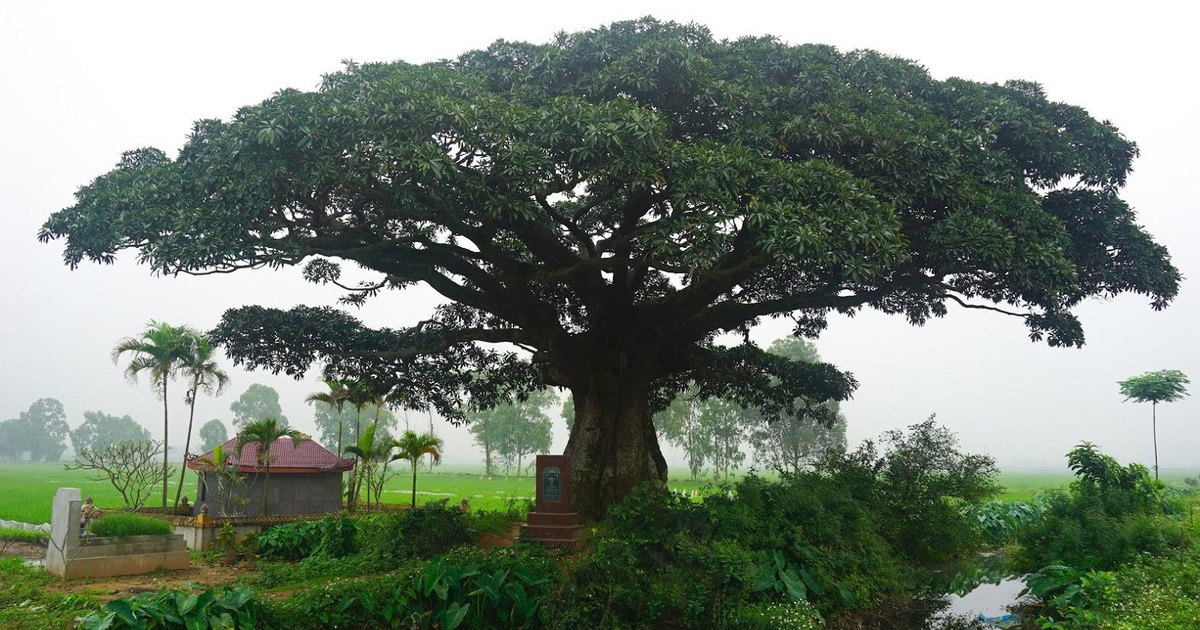
Hình ảnh được chụp vào tháng 5 năm 2020 của Cây Trôi nghìn năm tại làng Bình Đà, xã Bình Minh, huyện Thanh Oai, TP Hà Nội

### Cây trôi ở chùa Thầy
Cây trôi (một cây thuộc chi Xoài) nằm trong quần thể du lịch chùa Thầy (thôn Thụy Khuê, xã Sài Sơn, Quốc Oai, Hà Nội) khoảng gần nghìn tuổi, có chiều cao 20m, chu vi thân cây 4,6m, đường kính thân cây 1,44m.

## Cây tung
Cây tung khổng lồ (chu vi 17 mét, cao 50 mét) ở Buôn Ky, phường Thành Nhất, thành phố Buôn Ma Thuột (Đắk Lắk) 

## Cây vạn tuế

### Cây vạn tuế Đền Hùng
Cây vạn tuế trước cửa chùa Thiên Quang cạnh Đền Hạ tại Khu di tích lịch sử Đền Hùng (Phú Thọ) có tuổi thọ khoảng 800 năm tuổi. Đường kính thân dưới gốc cây vạn tuế khoảng 35 cm, đường kính ngọn chính khoảng 25 cm, hai nhánh có đường kính thân khoảng 20 cm.

## Cây vân sam

### Quần thể vân sam Vườn quốc gia Hoàng Liên
Quần thể vân sam mọc ở độ cao 2.700 mét so với mực nước biển, với 26 cá thể, cây cao từ 18-20m, có đường kính gốc từ 50–80 cm, khoảng 300 tuổi, phân bố trong vùng lõi Vườn quốc gia với diện tích khoảng 1.000 mét vuông.

## Cây xoài

### Cây xoài Biển Tây B
Cây xoài cổ thụ nằm tại địa phận ấp Biển Tây B, xã Vĩnh Trạch Đông, thành phố Bạc Liêu, cách trung tâm thành phố khoảng 7 km. Cây thường được người dân địa phương gọi là cây xoài 300 tuổi. Cây có chiều cao 15m, đường kính 1,92m, tán tỏa bóng mát rộng đến 300m2. Đây là cây xoài cổ thụ có tuổi thọ lớn nhất tại Bạc Liêu.

## Cây bằng lăng
Ba cây bằng lăng ở sau miếu Bằng Lăng, ấp Phú Hiệp, thị trấn Chợ Vàm, huyện Phú Tân, An Giang vừa được công nhận "Cây di sản Việt Nam". Trong đó, một cây trên 215 tuổi, hai cây trên 305 tuổi, chiều cao trung bình hơn 8m, chu vi thân cây tại độ cao cách mặt đất 1,3m là 4m. Ba cây bằng lăng cổ thụ gắn liền với lịch sử khai phá và phát triển vùng đất Phú Lâm - Chợ Vàm nói riêng và huyện Phú Tân nói chung. Đặc biệt, khu vực 3 cây bằng lăng sinh trưởng từng là nơi nuôi giấu cán bộ cách mạng.